# Guy Williams (cestista)
Guy Bernard Williams (Los Angeles, 1º luglio 1960) è un ex cestista statunitense, professionista nella NBA, in Italia e in Francia.

## Carriera
Venne selezionato dai Washington Bullets al secondo giro del Draft NBA 1983 (34ª scelta assoluta).